# Sergej Afanasjev
Sergej Andrejevitsj Afanasjev (Russisch: Сергей Андреевич Афанасьев) (Moskou, 25 maart 1988) is een Russisch autocoureur.

## Loopbaan
- 2003 - Formule RUS
- 2004 - Formule RUS (10 overwinningen, kampioen)
- 2004 - Formule Renault Monza
- 2005 - Formule Renault Duitsland
- 2005 - Eurocup Formule Renault 2.0
- 2006 - Formule Renault 2.0 NEC (1 overwinning)
- 2006 - Formule Renault Zwitserland (6 overwinningen, vice-kampioen)
- 2007 - Formule 3 Euroseries
- 2007 - Masters of Formula 3
- 2008 - International Formula Master (1 overwinning)
- 2008 - Formule Renault 3.5 Series
- 2009 - International Formula Master (1 overwinning, vice-kampioen)
- 2010 - Formule 2
- 2011 - Auto GP (3 overwinningen, derde in de eindstand)